# Ilagöl (Lenhovda socken, Småland, 631469-147796)
Ilagöl är en sjö i Uppvidinge kommun i Småland och ingår i Alsteråns huvudavrinningsområde.